# Nesticus yamagatensis
Nesticus yamagatensis är en spindelart som beskrevs av Yoshida 1989. Nesticus yamagatensis ingår i släktet Nesticus och familjen grottspindlar. Inga underarter finns listade i Catalogue of Life.